# Townsville
Townsville – miasto portowe w północno-wschodniej Australii, w stanie Queensland, nad Oceanem Spokojnym; założone w 1865 roku. Położone na terenie samorządu terytorialnego City of Townsville. Według spisu ludności z 2016 roku miasto zamieszkuje 173 815 osób. Jedną z największych atrakcji jest pobliska Wielka Rafa Koralowa wpisana na listę światowego dziedzictwa UNESCO.

## Geografia
Townsville położone jest nad Morzem Koralowym będącym częścią Oceanu Spokojnego (Pacyfiku), około 1300 km na północ od Brisbane oraz 350 km na południe od Cairns. Leży nad płytką Zatoką Cleveland. 8 km od centrum miasta zlokalizowana jest wyspa Magnetic. Przez miasto przepływa rzeka Ross, 30 km przed ujściem rzeki zlokalizowana jest zapora wodna Ross River; stanowi ona główne zaopatrzenie w wodę dla miasta. Nad miastem dominuje wzniesienie Castle Hill o wysokości 292 m n.p.m. Na obszarze miasta zlokalizowane są trzy ogrody botaniczne (Anderson Park, Queens Gardens i The Palmetum).

## Klimat
W Townsville leży w strefie tropikalnego klimatu sawann (klasyfikacja Köppena – Aw). Średnia suma opadów wynosi 1143 mm; przy średniej rocznej 91 dni z deszczem. Opady głównie występują w okresie od listopada do kwietnia. Najbardziej mokrym rokiem odnotowanym w historii miasta był rok 2000, wówczas suma opadów wyniosła 2400 mm. W 2001 na Townsville spadło rekordowo mało opadów, ich suma wyniosła zaledwie 467 mm, natomiast najsuchszym rokiem w historii miasta był rok 1969, kiedy odnotowano jedynie 464 mm deszczu. Najcieplejszym miesiącem w ciągu roku jest grudzień przy średniej dziennej temperaturze maksymalnej wynoszącej 31.4 °C, a minimalnej 24 °C. Najzimniejszym miesiącem jest lipiec średnia maksymalna temperatura wynosi 25 °C, a minimalna 13.5 °C. Średnie nasłonecznienie miasta w ciągu dnia wynosi 8,4 godzin.
W okresie od maja do listopada występuje pora cyklonów tropikalnych, które zazwyczaj formułują się nad Morzem Koralowym i przemieszczają się na zachód do wybrzeża Australii. Znaczące cyklony, które uderzyły w Townsville to: Sigma (1896), Leonta (1903), Althea (1971), Joy (1990), Sid (1998, w szczególności zniszczeniu uległa dzielnica The Strand) i Tessi (2000).
| Miesiąc | Sty  | Lut  | Mar  | Kwi  | Maj  | Cze  | Lip  | Sie  | Wrz  | Paź  | Lis  | Gru  | Roczna |
| --- | ---- | ---- | ---- | ---- | ---- | ---- | ---- | ---- | ---- | ---- | ---- | ---- | ------ |
| Średnie temperatury w dzień [°C]                                                                                         | 31.7 | 31.5 | 31.3 | 30.0 | 28.0 | 25.9 | 25.3 | 26.2 | 28.1 | 29.7 | 30.8 | 31.8 | 29,2   |
| Średnie dobowe temperatury [°C]                                                                                          | 28.2 | 28.1 | 27.3 | 25.6 | 23.1 | 20.5 | 19.7 | 20.6 | 23.0 | 25.4 | 27.0 | 28.2 | 24,7   |
| Średnie temperatury w nocy [°C]                                                                                          | 24.7 | 24.6 | 23.3 | 21.2 | 18.2 | 15.1 | 14.0 | 14.9 | 17.8 | 21.1 | 23.1 | 24.5 | 20,2   |
| Opady [mm] | 250  | 292  | 110  | 75.0 | 32.9 | 19.1 | 13.5 | 20.8 | 11.5 | 25.7 | 79.2 | 141  | 1072   |
| Średnia liczba dni z opadami                                                                                             | 14.3 | 14.2 | 10.4 | 8.1  | 6.0  | 4.2  | 3.3  | 2.4  | 2.6  | 5.0  | 8.5  | 10.2 | 89,2   |
| Średnie usłonecznienie [h]                                                                                               | 257  | 220  | 251  | 237  | 239  | 234  | 257  | 270  | 291  | 307  | 282  | 288  | 3134   |
| Źródło: Bureau of Meteorology (liczba dni z opadami dla wartości 0,1 mm, wysokość 4 m n.p.m., 3 km od oceanu, 1981-2010) |      |      |      |      |      |      |      |      |      |      |      |      |        |

| Sty  | Lut  | Mar  | Kwi  | Maj  | Cze  | Lip  | Sie  | Wrz  | Paź  | Lis  | Gru  | Rok  |
| ---- | ---- | ---- | ---- | ---- | ---- | ---- | ---- | ---- | ---- | ---- | ---- | ---- |
| 29,0 | 29,1 | 28,3 | 27,2 | 25,4 | 23,8 | 22,7 | 22,7 | 23,8 | 25,7 | 27,1 | 28,4 | 26,1 |

## Rząd

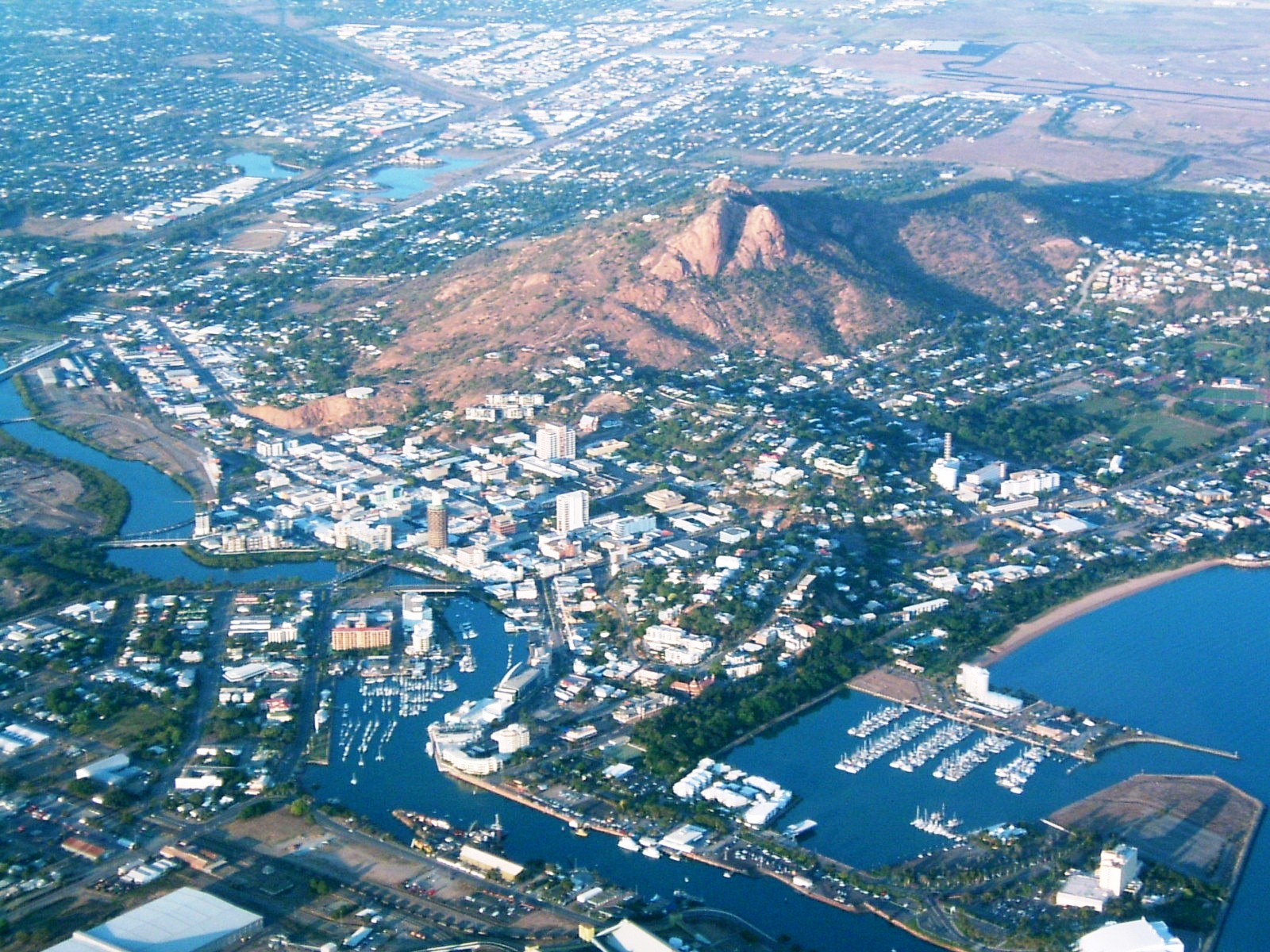
Townsville w 2005 roku

Townsville jest ważnym ośrodkiem administracyjnym w północnym Queensland, siedzibę ma tu wiele organizacji rządowych m.in.: Centrelink i Australijski Urząd Podatkowy.

### Władze lokalne
Townsville jest zarządzane przez radę miejską (ang. city council), przez niezależnego burmistrza oraz dwunastu radnych. W wyniku reformy samorządowej przeprowadzonej przed wyborami w 2008 roku, poprzednie jednostki NQ Water, City of Townsville i City of Thuringowa zostały połączone. Obecnym burmistrzem miasta jest Les Tyrell, który został wybrany na stanowisko dnia 15 marca 2008.

## Gospodarka
Głównymi gałęziami przemysłu miasta jest produkcja i przetwórstwo ryb, turystyka oraz miasto stanowi ośrodek hut żelaza, cynku, niklu i miedzi. Rudy niklu są przywożone z Indonezji, Filipin i Nowej Kaledonii; przetwarzanie niklu następuje w Yabulu Nickel, położone 30 km na północ od miasta. W okolicy znajdują się plantacje trzciny cukrowej. Port w Townsville jest trzecim co do wielkości portem w stanie; odbywa się w nim przeładunek surowców mineralnych, nawozów, cukru i pojazdów mechanicznych.
W 2004 roku na terenie Townsville było 11762 firm i 4610 w Thuringowa.

## Edukacja

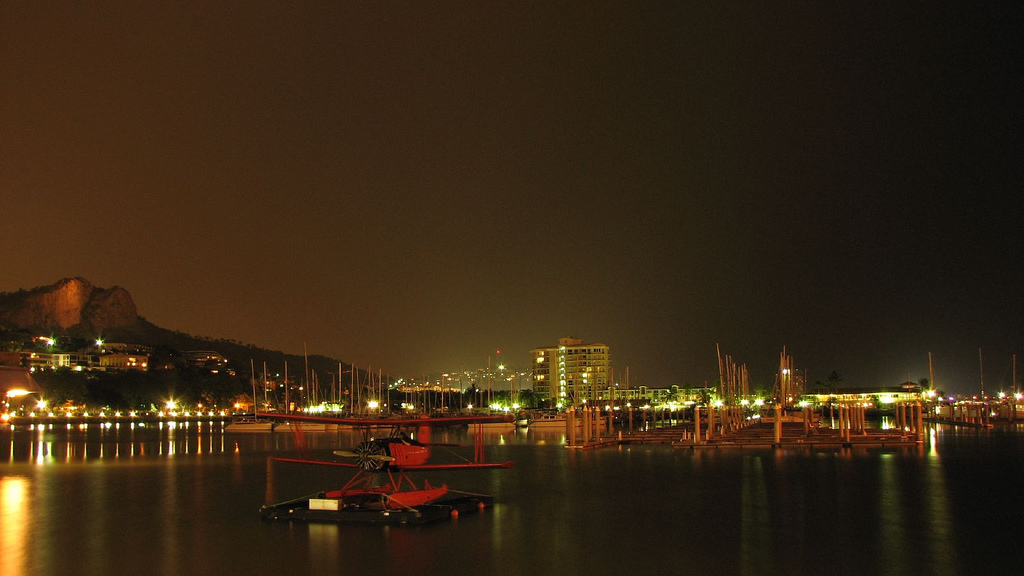
Townsville w nocy

W mieście zlokalizowanych jest ponad 60 szkół prywatnych i państwowych. Townsville Grammar School jest najstarszą placówką koedukacyjną założoną na terenie Australii.
W Townsville siedzibę ma publiczny uniwersytet James Cook University, który został założony w 1970. Większa część kampus zlokalizowana jest w dzielnicy Douglas. James Cook University został założony jako drugi uniwersytet w stanie, a jako pierwszy w północnym Queensland. Od roku 1999 działa wydział medycyny i stomatologii (ang. James Cook University School of Medicine and Dentistry), wydział prowadzi współpracę ze szpitalem Townsville Hospital.

## Transport
Przez Townsville przebiegają drogi Bruce Highway (A1) i Flinders Highway (A6). Publiczny transport na obszarze miasta obsługiwany jest przez autobusy przedsiębiorstwa Sunbus. Połączenie z wyspami Magnetic i Palm zapewniają promy. Linie kolejowe (m.in. QR Tilt Train), kursują od Brisbane przez Townsville, aż do Cairns. Townsville jest głównym, docelowym miejscem transportu torowego. Port lotniczy, chociaż nie odsługuje lotów międzynarodowych od 2002 roku, zapewnia połączenia na kontynencie australijskim. Lotnisko obsługuje bezpośrednie loty do Brisbane, Sydney, Melbourne, Gold Coast i Canberry; jak również regionalne loty do Cairns, Mount Isa, Rockhampton i Mackay